# Marburger Vertrag

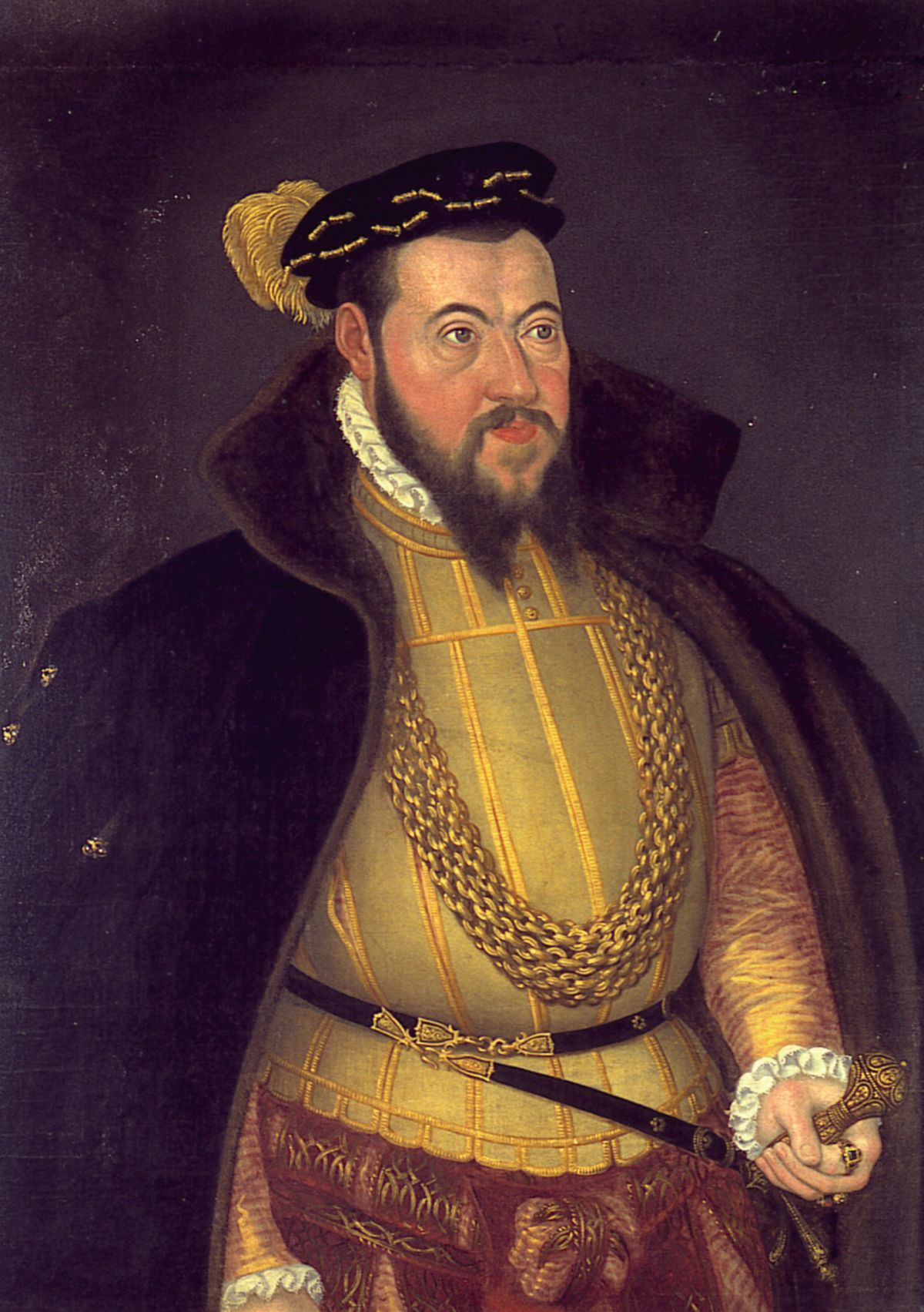
Wolfgang von Zweibrücken, Initiator des Marburger Vertrags

Der Marburger Vertrag ist eine Erbregelung aus dem Jahr 1543, durch die Herzog Wolfgang von Pfalz-Zweibrücken bei Antritt seiner Regierung seinem Onkel und bisherigen Vormund Pfalzgraf Ruprecht ein eigenes Territorium übertrug, das künftige Fürstentum Pfalz-Veldenz. Die übertragenen Gebiete gehörten zuvor zu Pfalz-Zweibrücken.

## Geschichte
Der Marburger Vertrag sollte dem Pfalzgrafen Ruprecht, der bisher vormundschaftlich für Wolfgang regiert hatte, ein eigenes Territorium für sich und seine Nachkommen geben. Er starb allerdings bereits im folgenden Jahr 1544, wodurch sein 1543 geborener Sohn Georg Hans bei seiner Volljährigkeit seine Nachfolge antrat. Zu Pfalz-Veldenz zählten die Ämter Veldenz, Lauterecken, das Jettenbacher Gericht und die Propstei Remigiusberg bei Kusel. Die Michelsburg wurde zur Nebenresidenz der neuen Fürstenlinie, die Propsteikirche St. Remigius zur Grablege des Fürstenhauses.
Pfalz-Veldenz wurde 1553 noch einmal beträchtlich vergrößert und erlosch mit dem Ende der Linie Pfalz-Veldenz 1694, da Pfalzgraf Leopold Ludwig ohne leibliche Erben starb. Die Erbschaft wurde nach 40-jährigem Streit im Jahre 1733 unter den übrigen pfälzischen Linien aufgeteilt.

## Parallelen zu anderen Verträgen
Der Marburger Vertrag war der zweite von drei Erbfolgeverträgen, mit denen das Haus Wittelsbach versuchte, die Erbfolge beim zu erwartenden Aussterben der Heidelberger Kurlinie zu regeln. Dies versuchte man am 21. Februar 1541 zuerst mit dem Disibodenberger Vertrag, dem 1543 der Marburger Vertrag folgte. 1553 wurde noch einmal der Heidelberger Sukzessionsvertrag nötig, welcher mit dem Aussterben der Kurlinie 1559 in Kraft trat.